# Dead Birds
Dead Birds è un film del 1963 diretto da Robert Gardner, girato durante la spedizione organizzata nel 1961 dal Museo Peabody e dall'Università di Harvard per studiare il popolo dei Dani, negli altipiani della Nuova Guinea, il cui primo contatto con le popolazioni occidentali era avvenuto pochi anni prima.
La prima proiezione del film è stata effettuata nell'ottobre del 1963 al Loeb Drama Center dell'Università di Harvard, a Cambridge. La pellicola è stata scelta nel 1998 per la conservazione nel National Film Registry della Biblioteca del Congresso degli Stati Uniti.

## Trama
Il film inizia mostrando un villaggio del popolo Dani, mentre una voce fuori campo racconta una storia della loro mitologia: un uccello e un serpente discutono se l'uomo debba morire come gli uccelli o cambiare la propria pelle e vivere in eterno come i serpenti. L'uccello vince, e il documentario mantiene per tutta la sua durata il tema della morte e di ciò che essa rappresenta per i Dani.
Il film mostra un uomo di nome Weyak impegnato nelle sue attività; le immagini di alcune torri di guardia informano lo spettatore della presenza di una guerra con i vicini. In seguito le immagini si spostano su un ragazzo di nome Pua, e le cineprese riprendono altri aspetti della vita del villaggio. Quando l'attenzione del documentario si sposta nuovamente su Weyak, lo si vede nel pieno di uno scontro con i nemici; nell'occasione si apprende che i Dani vivono in uno stato di guerra permanente, e che i conflitti sono ben diversi da quelli a cui siamo abituati. Durante un secondo scontro, il film mostra un uomo ferito da una freccia, e la rimozione della stessa dal suo corpo.
Nel corso di una cerimonia del villaggio si viene in seguito a sapere che un ragazzo, amico di Pua, è stato ucciso dai nemici durante un'incursione. Il film mostra quindi la drammatica cerimonia funebre celebrata nel villaggio, nel corso della quale le donne appartenenti alla famiglia del ragazzo ucciso amputano una falange di un dito delle loro mani. Il nemico celebra una cerimonia di vittoria, ma gli uomini del villaggio di Weyak devono, nella settimana successiva, vendicare il ragazzo ucciso con altro sangue. Il film termina con il commento di Gardner, che informa lo spettatore che la violenza e le uccisioni sono parte integrante della cultura dei Dani.